# Klasov
Klasov (Hongaars: Kalász) is een Slowaakse gemeente in de regio Nitra, en maakt deel uit van het district Nitra.
Klasov telt 1.348 inwoners.
De Hongaren vormden lang de meerderheid van de bevolking, ook nu nog zijn ze een aanzienlijke minderheid. De gemeente is tweetalig en behoort tot de bredere etnische streek Zoboralja.

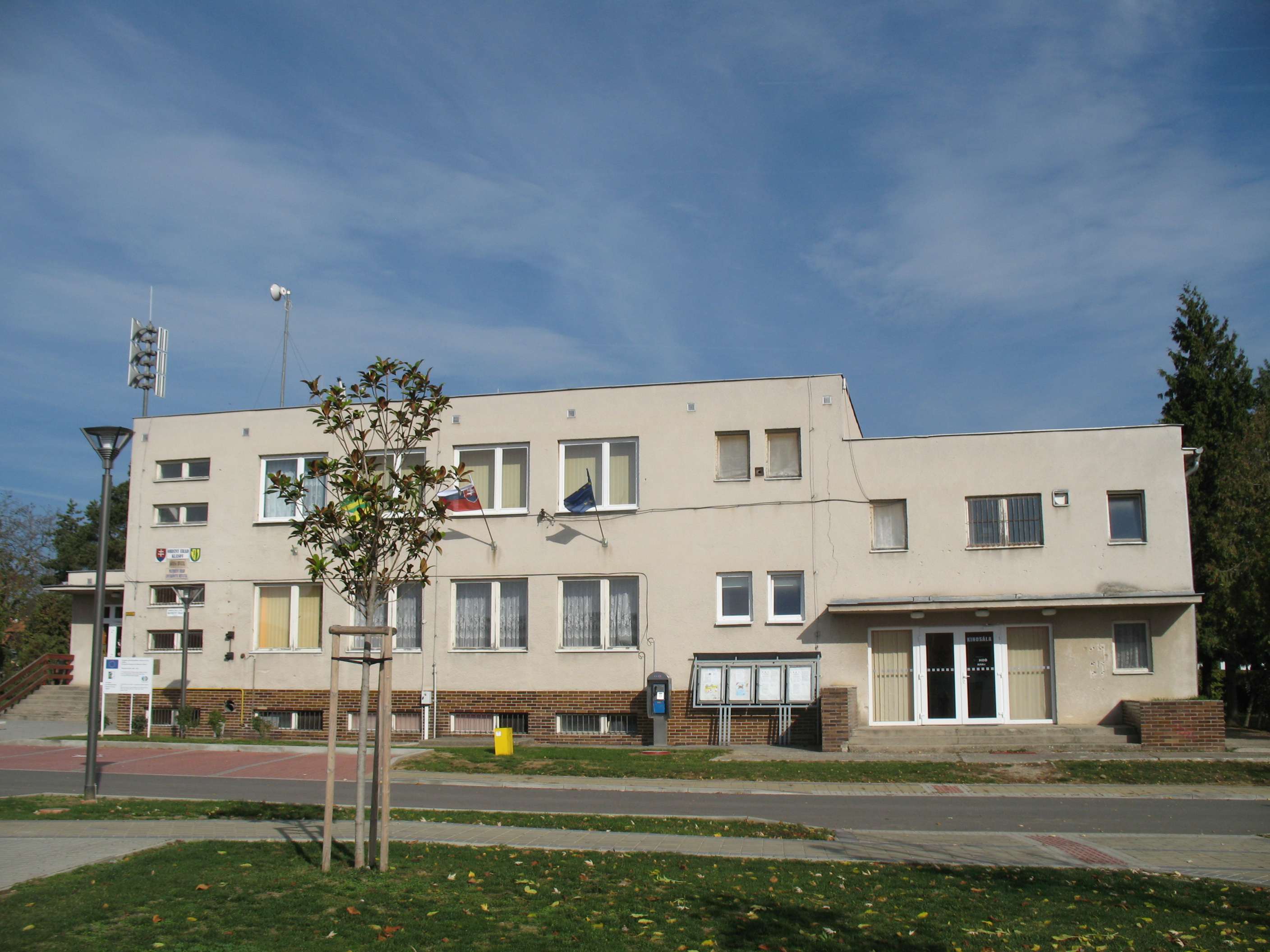
Gemeentehuis
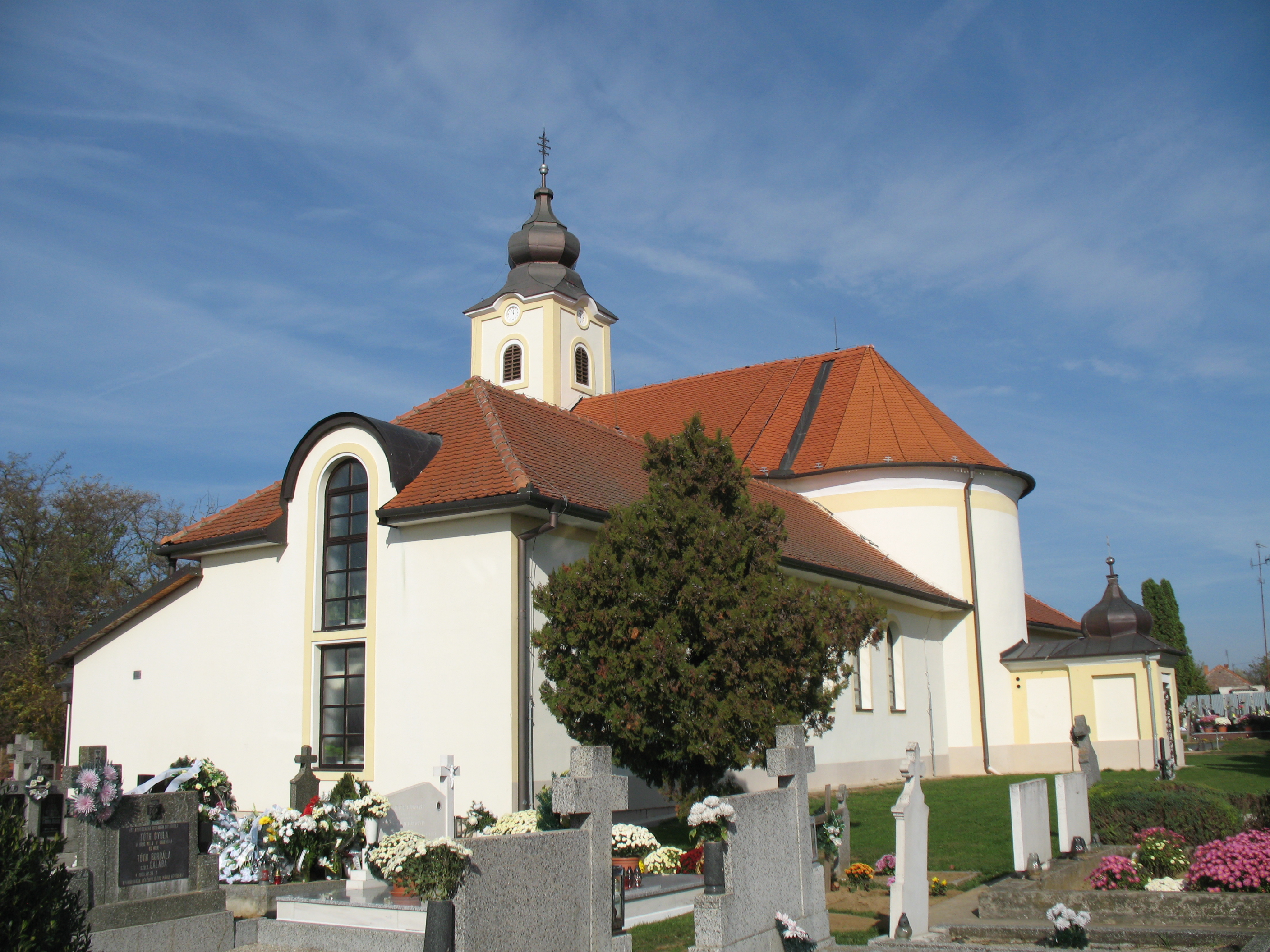
Kerk van Klasov